# Tupaia discolor
Tupaia discolor is een zoogdier uit de familie van de echte toepaja's (Tupaiidae). De wetenschappelijke naam van de soort werd voor het eerst geldig gepubliceerd door Marcus Lyon in 1906. De soort werd tot 2013 als ondersoort van de gewone toepaja (T. glis) gerekend, maar uit onderzoek bleek het een aparte soort te zijn.

## Voorkomen
De soort komt alleen voor op het eiland Bangka in Indonesië.